# SVW Mainz
SVW Mainz is een Duitse voetbalclub uit Mainz, Rijnland-Palts, meer bepaald uit het stadsdeel Weisenau. 

## Geschiedenis
De club ontstond op 1 september 1933 door een fusie tussen SC Olympia 1910 Weisenau en VfR 1911 Weisenau. Na de Tweede Wereldoorlog werden alle Duitse sportclubs ontbonden. De club werd op 9 februari 1946 heropgericht. Op 17 augustus van dat jaar sloten TV 1846 Weisenau en Athletenclub 1904/20 zich bij de club aan. Zij hadden geen goedkeuring gekregen om opnieuw opgericht te worden. De fusieclub heette SG Weisenau. Op 10 november 1949 splitste de Athletenclub zich weer af en op 31 maart 1951 ook TV 1846. De naam werd hierop veranderd in SpVgg Weisenau. In 1967 werd de naam uiteindelijk gewijzigd in SV Weisenau-Mainz, kort SVW Mainz. 
De fusie bracht nog niet meteen een doorbraak naar de hoogste klasse mee. Na een titel in de Bezirksklasse in 1943 maakte de club kans op promotie naar de Gauliga, maar slaagde hier uiteindelijk niet in. In 1948 promoveerde de club naar de hoogste klasse van de Oberliga Südwest. Na twee seizoenen volgde een degradatie. De afwezigheid in de Oberliga werd tot één seizoen beperkt, maar het behoud kon niet verzekerd worden. Door een nieuwe degradatie verzeilde de club zelfs in de derde klasse. In 1954 promoveerde de club terug en kon in 1958 een laatste maal promoveren naar de Oberliga, echter werd de club daar laatste. Hierna speelde de club in de tweede klasse. 
Na de invoering van de Bundesliga ging de club in de Regionalliga spelen. In 1966/67 zorgde de club voor furore en maakte kans om te promoveren naar de Bundesliga. Ze eindigden op de derde plaats, met drie punten achterstand op vicekampioen 1. FC Saarbrücken en met één punt voorsprong op grote buur 1. FSV Mainz 05. In 1969 dreigde voor FSV Mainz een degradatie waarop ze wilden fuseren met SVW Mainz, maar deze fusie werd afgewezen door SVW. Aan het einde van het seizoen was het SVW dat degradeerde en FSV dat zich redde. Door de invoering van de 2. Bundesliga in 1974 moest de club ook uit de 1. Amateurliga naar de Bezirksklasse. De club werd echter meteen kampioen en keerde terug naar de Amateurliga. In 1977 degradeerde de club weer en promoveerde een jaar later weer. De competitie werd echter geherstructureerd en de club ging nu in de Verbandsliga spelen, die nog maar de vierde klasse was. Twee jaar later degradeerde SVW weer en kon nog terugkeren voor seizoen 1982/83.
Van 1991 tot 1999 speelde de club in de Landesliga en keerde hier na een lange afwezigheid terug in 2009. Intussen was de Landesliga nog maar de zevende klasse.